# Geonoma conduruensis
Geonoma conduruensis är en enhjärtbladig växtart som beskrevs av Lorenzi. Geonoma conduruensis ingår i släktet Geonoma och familjen Arecaceae. Inga underarter finns listade i Catalogue of Life.